# Vargula tubulata
Vargula tubulata is een mosselkreeftjessoort uit de familie van de Cypridinidae. De wetenschappelijke naam van de soort is voor het eerst geldig gepubliceerd in 1962 door Poulsen.